# Zsigmond király aragóniai látogatása 1415-ben
Zsigmond király aragóniai látogatása 1415-ben (németül: 1415 Besuch bei König Sigismund in Aragonien, spanyolul: Viaje del rey Segismundo a Aragón en 1415, katalánul: Viatge del rei Segismundo a Aragó en 1415, franciául: Voyage du roi Sigismond en Aragon en 1415, latinul: Regis Sigismundi iter in Aragoniam anno 1415) az az esemény, amelynek során I. Ferdinánd aragóniai királyt – miután a (törvényes) római pápával szemben az avigoni (ellen)pápát támogatta – Zsigmond magyar király 1415-ben személyesen meglátogatta Aragóniában, hogy a nagy nyugati egyházszakadást megszüntesse.

## Előzményei

### Az aragón–magyar kapcsolatok története
Magyarország, illetve az Árpád-ház és az Aragón Korona Országai, illetve a Barcelonai-ház között két dinasztikus házasság köttetett a XII. és a XIII. században.
II. (Tiszta) Alfonznak, Aragónia első Barcelonai-házi királyának a lánya, Konstancia (1180–1222) III. Béla magyar király fiához, I. Imre (1174–1204; ur.: 1196–1204) királyhoz ment hozzá 1198-ban. A házasságukból egy fiú, III. László magyar király született 1199-ben, aki viszont meghalt hatévesen, miután a nagybátyja, II. András magyar király erőszakos uralma elől anyjával Ausztriába menekültek, ennek ellenére II. András továbbra is unokaöccse nevében uralkodott annak (1205) haláláig.
Másodjára II. Andrásnak a második feleségétől, Courtenay Jolántól született lánya, Jolán pedig I. (Hódító) Jakab (1207–1276) aragón király második felesége lett 1235-ben, aki által 1276-tól az aragón és a mallorcai, 1282-től pedig a szicíliai királyok származtak.
Személyes találkozó a két ország uralkodója között az Árpád-korban nem történt, így az első közvetlen államfői találkozó még 180 évet váratott magára, és a nagy nyugati egyházszakadás megszüntetésének az óhaja teremtette meg a két távoli ország első számú vezetőjének a személyes találkozóját.

### Zsigmond előkészületei az utazásra
A Luxemburgi Zsigmond vezette konstanzi zsinat egyik fő célkitűzése volt, hogy megszüntesse a nagy nyugati egyházszakadást. 1415-ben önként mondott le XII. Gergely pápai trónjáról, majd XXIII. Jánost hivatalos eljárás során fosztották meg trónjától. 1415. szeptember 19-én Zsigmond személyesen utazott el Perpignanba, hogy rávegye XIII. Benedeket a lemondásra.
Zsigmond az akkori nehéz közlekedési viszonyok közepette is már gyakorlott volt a nagy távolságok leküzdésében mind tengeren, mind szárazföldön, a szomszédos államokat nem számítva. Gyermekkorában, tízévesen 1378-ban ugyanis már járt az apjával, IV. Károly német-római császárral és a bátyával, Vencellel Franciaországban, illetve 1396-ban a vesztes nikápolyi csata után Konstantinápolyban, ahova az oszmánok elől tengeri úton menekült. És még Aragónia után is folytatja az akkori Európa államainak személyesen történő meglátogatását hivatalban levő uralkodóként. Zsigmond aragóniai útja akkor is óriási teljesítmény volt, ha Hispániába ténylegesen nem jutott el, azaz a Pireneusokat nem kellett megmásznia, hiszen akkoriban még a hispániai államoknak, így Aragóniának is volt a Pireneusokon túli területe, ami 1659-ig a pireneusi béke megkötéséig állt fenn.
„Esedékes volt spanyolországi útja a bevallott céllal, rávenni XIII. Benedek pápát a lemondásra. Lajos bajor herceg – a francia királyné, Isabeau testvére – 11 000 forintja elégnek látszott a kiadások fedezésére, nem volt azonban semmi remény a pénz megszerzésére. Zsigmond úgy segített magán, hogy rendkívüli ígéreteket tett. Mindössze egy hónapra kérte kölcsön az összeget, kötelezve magát, hogy Strassburgban visszaadja, mégpedig 12 000 forint ráadással. Ez nem kamat lett volna, hanem évjáradék. Kezeseket is állított: Frigyes nürnbergi várgrófot, Ozorai Pipo temesi ispánt és János esztergomi prépost alkancellárt, sőt arra az esetre, ha ő vagy a zsinat az összeggel adós maradna, ezt Borbála királynétól követelhetőnek mondotta. Ennyi csábításnak a herceg nem tudott ellenállni; átadta pénzét, Zsigmond pedig útra kelt. Mint ismeretes, eredménnyel tért haza. Azt nem lehet ráfogni, hogy tartozását eleve nem szándékozott megadni. Éppen csak nem egy hónapon belül s nem Strassburgban, hanem majd egyszer. Annyit azonban előre lehetett látni, hogy az ígért járadék kiutalására soha nem lesz módja. A herceg magában le is mondott arról, hogy rendszeres járadékban részesüljön, a teljes összeget, a 23 000 forintot azonban, amint múltak az évek, egyre türelmetlenebbül követelte. Most már maga is úgy fogva fel, mintha az egész összeget kölcsönadta volna. A kezesek közül egyedül Hohenzollern Frigyest szorongatta, Ozorait vagy a királynét nem próbálta adott szavuk teljesítésére figyelmeztetni, az alkancellárról nem is szólva. Látszik, hogy az ő szerepüket formalitásnak fogta fel. Az ő figyelmen kívül hagyásuk azért is feltűnő, mert a várgróffal egymás becsületébe gázolva kölcsönös sértegetésekbe bonyolódtak.”

### Aragónia a konstanzi zsinaton
I. Ferdinánd aragóniai király Kasztíliában született I. János kasztíliai király és Aragóniai Eleonóra kasztíliai királyné másodszülött fiaként és az anyai nagybátyja, I. (Emberséges) Márton aragón király halála (1410) után kétéves véres trónharcok után az öt jelölt közül Ferdinánd mint IV. Péter aragóniai király anyai unokája került ki győztesen 1412-ben a caspei megegyezés értelmében.
Annak ellenére lett Ferinánd az új aragón király, hogy a nagybátyjának a házasságon kívül született, de törvényesített unokája, Frigyes, Luna grófja, az 1409-ben eluhnyt I. (Ifjú) Márton szicíliai királynak és aragón trónörökösnek Tarsia Rizzaritól született fia lett volna az elhunyt uralkodó választottja, és kezdetben még ebben az Aragóniában élő XIII. Benedek is támogatta, aki 1409-ben, még az apja életében törvényesítette a rokon fiút, hiszen Frigyes nagyanyja, Luna Mária aragóniai királyné távoli rokonságban állt a szintén a Luna családból származó pápával.
Ferdinánd tehát annak is köszönhette, hogy Aragónia királya lett, hogy végül XIII. Benedek kihátrált Frigyes mögül, akinek nem is elsősorban a törvénytelen származása volt a fő hátránya, hanem az, hogy akkoriban még kiskorú volt. Ferdinánd kasztíliai nagyapja, II. Henrik kasztíliai király ugyanis szintén házasságon kívül született fiú volt, és mégis törvényes öccsével és királlyal, I. (Kegyetlen) Péterrel szemben szintén véres polgárháború után megszerezte a kasztíliai koronát 1369-ben.
Ferdinánd fő előnye így amellett, hogy ő már felnőtt volt, hogy Kasztília társrégense is volt a bátyja, III. (Beteges) Henrik halála (1406) után a kiskorú unokaöccse, II. János kasztíliai király nevében a sógornőjével, a kis király anyjával, Lancasteri Katalin kasztíliai királynéval – I. (Kegyetlen) Péter kasztíliai király anyai unokája – együtt, és a régensi tisztét az aragón királlyá választása után is megtartotta, ezért is volt még értékesebb az ő szava Benedek támogatásában vagy letételében. Benedek viszont az aragón királlyá való választásában nyújtott segítségéért számított Ferdinánd feltétlen hűségére, bár a politikában a hála  ritkán érvényesül, ahogy ez Ferdinánd és Benedek viszonyában is jól megmutatkozott.
I. Ferdinánd aragóniai király követe I. János (Juan Fernández), Híjar (Híxar/Íxar) bárója volt a konstanzi zsinaton 1414-ben, és ebbéli minőségében előkészítette Luxemburgi Zsigmond király 1415-ös fogadását a Katalóniához tartozó Perpignanban.
„A tanácskozások eredménye végül az volt, hogy Benedek és Ferdinánd megállapodtak abban, hogy követeket fognak küldeni Zsigmondhoz és a Konstancban egybegyűlt zsinati atyákhoz. Követekül Don Diego (Didacus) Gomez de Fuensalida zamorai püspök, Juan Fernandez de Ixar és Pedro de Falchs jogtudor, a valencei királyság ügyésze jelöltettek ki, kiknek megbízatása volt, hogy a zsinat elhalasztását kérelmezzék, ezt megelőzőleg pedig a pápa, Zsigmond és Ferdinánd király személyes találkozásának előkészítése. [...] A Konstancba küldött követség vezetőjéül [...] Don Juan de Ixar volt kiszemelve [...]. Don Juan de Ixar [...] egyike volt kora legkiválóbb lovagjainak, nemcsak az ország főuraihoz, a királyi házhoz való tartozása miatt, hanem személyes tulajdonságainál fogva is. Külső megjelenésre nagy, hatalmas testalkatú volt, hasonlított Hódító János királyra, akitől fiágon származott. Valóságos királyi megjelenésével együtt jártak magas szellemi tulajdonságai is. Fontos ügyek megbeszélésében okos és tapasztalt férfiúnak mutatkozott, kiváló ékesszólással bírt, nagy jártassággal bírt a humanisztikus tudományokban, úgyhogy [...] kevés hozzáfogható férfiút lehetett Spanyolországban találni. A nehéz feladatra tehát, amely reá várt, megvolt a szükséges kvalifikációja.”
1414-ben Híjari János tehát végül Konstanzba utazott. „Ferdinánd király Benedek távozása után még Morellában maradt szeptember végéig. Október 1-én kelt Ferdinánd oklevele, mellyel Didacus zamorai püspököt, Ixar János Ferdinándot és Petrus de Falchs jogtudort kinevezte követeiül a konstanci zsinathoz, kiknek megbízása volt a király nevében a zsinat mindennemű határozata ellen óvást emelni, kijelentve, hogy XIII. Benedeket tekinti mint törvényesen és jogérvényesen megválasztott pápát.”

## A találkozó
Miután a törvényes római pápával szemben az aragón király az ellenpápát támogatta, ezért Zsigmond magyar király 1415-ben személyesen látogatta meg Aragóniában a már nagy beteg királyt, hogy a nagy nyugati egyházszakadást megszüntesse. Zsigmondot a ma már Franciaországhoz, de akkor még Katalóniához tartozó Perpignanban, és betegsége miatt ágyban fogadta az aragón király, aki mind Kasztíliára, mind pedig Navarrára befolyást tudott gyakorolni az egyházi irányvonal tekintetében.
1415. szeptember 19-én csütörtökön Alfonz mint aragón trónörökös fogadta az akkor Katalóniához tartozó Perpignanban az Aragón Korona országaiba érkező Luxemburgi Zsigmondot a betegen fekvő apja, I. Ferdinánd király nevében. (a következő szöveg korabeli, XX. század eleji helyesírással és nyelvi stílussal íródott, így némileg eltér a mai változattól): „Perpignanban is nagy előkészületeket tettek Zsigmond fogadására. A város kapujában két bíbornok fogadta, akik között vonult be a városba. Fogadására megjelentek továbbá a castiliai király követei: a Montesat-rend nagymestere a rend tagjaival együtt, azonfelül ott voltak még kíséretében Alfonso infáns az ország egyházi és világi nagyjaival, valamint a városban jelenlévő castiliai nagyok is. [...] A magyarok közül többek között [...] Garai Miklós nádor is jelen volt.”
Az első találkozó két nappal később, 1415. szeptember 21-én szombaton délelőtt zajlott le Zsigmond és XIII. Benedek között, majd délután találkozott a két uralkodó, I. Ferdinánd aragóniai király, Hispania ura, Kasztília régense és Zsigmond az aragón király betegágyánál. (a következő szöveg korabeli, XX. századi helyesírással és nyelvi stílussal íródott, így némileg eltér a mai változattól):
„Ferdinánd királyt ugyanaznap délután látogatta meg, miután látogatását előre tudatta a királlyal. Ferdinánd betegsége miatt ágyban fekve fogadta Zsigmondot, kinek részére az ágy jobboldalán selyembrokáttal leterített díszes szék volt felállítva. Zsigmond beléptekor háromszoros üdvözlettel köszöntötte és megölelte az ágyban fekvő királyt, sajnálkozását fejezte ki a király betegsége felett, majd helyet foglalva megismertette vele a közte és Benedek között lefolyt délelőtti találkozást. Ferdinánd is örömét fejezte ki a felette, hogy Zsigmondot láthatja, aki oly messze földről, oly nagy veszedelmek között jött ide és reményének adott kifejezést, hogy Zsigmond jövetele üdvös eredménnyel lesz az egyház úniójának megteremtésére. A két uralkodó hosszabb ideig maradt együtt, könnyű, befőttekből álló uzsonnát fogyasztottak el, majd Zsigmond elbúcsúzva Ferdinándtól, a királynét, leányát és Alfonso herceg feleségét látogatta meg. Beléptekor a királyi hölgyek az ajtóig mentek eléje. Zsigmond nagy tisztelettel köszöntötte őket és karját nyújtva a királynénak, helyéhez vezette. Helyet foglalva megkezdődött a társalgás. Zsigmond latinul beszélt, Alfonso herceg a tolmács szerepét vitte. A társalgás végeztével Zsigmond elbúcsúzott a hölgyektől és Alfonso kíséretében visszatért szállására.”
(a következő szöveg korabeli, XX. századi helyesírással és nyelvi stílussal íródott, így némileg eltér a mai változattól): „Másnap, szeptember 22-én, vasárnap Ferdinánddal összejöttek Zsigmond, Benedek, az armagnaci gróf, Garai Miklós nádor és a többi egyházi és világi nagyok. A kíséret hátramaradt, Benedek, Ferdinánd és Zsigmond egyedül tanácskoztak. A tanácskozás majdnem három óra hosszat tartott. Zsigmond előadta, hogy immár négy év óta fáradozik az egyház békéjének helyreállításán és azzal az óhajjal jött ide is a találkozásra, hogy azt megvalósítsa.”

## Következményei
XIII. Benedeket végül nem sikerült lemondatni, de I. Ferdinánd elkötelezte magát az egyházszakadás megszüntetése mellett. Ennek eredményeit már nem érhette meg, mert a következő év áprilisában, 35 évesen meghalt. Utóda elsőszülött fia, V. Alfonz lett.